# Самнер, Джон (епископ)
Джон Бёрд Самнер (англ. John Bird Sumner; 25 февраля 1780, Кенилуорт, Уорвикшир — 6 сентября 1862, Аддингтон, Лондон) — 91-й архиепископ Кентерберийский (1848—1862).

## Биография
Родился в феврале 1780 года в семье преподобного Роберта Самнера и Ханны Бёрд.
Учился в Итонском колледже и Королевском колледже Кембриджского университета, в 1802 году стал преподавателем Итона.
Несколько лет был пребендарием Дарэмской епархии. В 1828 году рукоположён в епископа и получил Честерскую кафедру, а в 1848 году возведён в сан архиепископа Кентерберийского. В том же году он стал членом Лондонского королевского общества естественных наук.
В качестве архиепископа Самнер вынес решение по делу священника Джорджа Горэма, которое гласило, что учение о крещенском возрождении не относится к основам религиозной доктрины церкви Англии. В 1852 году он председательствовал в Верхней палате Конвокации духовенства Кентерберийской епархии, созванной впервые за 135 лет.